# T. S. Kerrigan
Thomas Sherman Kerrigan (* 15. März 1939 in Los Angeles) ist ein US-amerikanischer Rechtsanwalt und Dichter des Neuen Formalismus.

## Leben
Kerrigan wurde in Los Angeles geboren. Er studierte Jurisprudenz an der University of California und der Loyola Law School der Loyola Marymount University. 1965 wurde er Mitglied der kalifornischen Rechtsanwaltskammer.
Kerrigan diente als Präsident der Irish American Bar Association und verteidigte 2001 vor dem Obersten Gerichtshof der Vereinigten Staaten ein Gesetz, das während der Great Depression zum Schutz von Arbeitern erlassen worden war (Lujan v. G&G Fire Sprinklers, Inc.).

## Dichtung
Gedichte von T. S. Kerrigan erschienen in bedeutenden Literaturzeitschriften beiderseits des Atlantiks. Auch in der von Garrison Keillor herausgegebenen Anthologie Good Poems (Viking/Penguin 2002) und in Literature and Its Writers (Bedford/St. Martins 2006) war seine Lyrik vertreten. Er verfasste zudem zwei Schauspiele.

### Beispiel
Versform: Jambischer Fünfheber  mit Binnen- und Endreim (online zugänglich bei The New Formalist)
Storms

When days of stormy skies have done their worst,

And river waters rise and levees burst;

When men implore their gods as skies grow dark,

And every two-by-four becomes an ark;

When friends are lost and burdened with our grief,

We count the cost of storms with disbelief;

When children doubt and wonder how we’ll live

And we’re without assurances to give;

When we’re bereft of all, except the dross,

And mankind’s left to calculate its loss;

We’ll shut our eyes against the wind and rain,

And waking, we’ll arise and build again.

## Publikationen
- Another Bloomsday at Molly Malone's Pub (The Inevitable Press, 1999)
- The Shadow Sonnets and Other Poems (Scienter Press 2006).